# SAP Football Club
Actualités
Le SAP FC est un club antiguais de football basé à Bolans, SAP signifie Spirited, Attitude & Performance.

## Palmarès
- Championnat d'Antigua-et-Barbuda (3) :
  - Champion : 2006, 2009 et 2014
  - Vice-champion : 2003, 2004 et 2007.

- Coupe d'Antigua-et-Barbuda (2) :
  - Vainqueur : 2005 et 2009